# ツリガネカズラ
ツリガネカズラ（釣鐘葛、Bignonia capreolata）は、アメリカ中南部原産のノウゼンカズラ科の蔓性低木である。
壁面緑化などの園芸用として栽培される。

## 特徴
蔓性の低木で、茎は壁や塀やフェンスや樹木など周囲にあるものに沿って高く這い上がる。茎で巻き付くだけではなく、巻きひげにツタのような吸盤を持っているため、巻き付くことができないような壁面にも這い上がることができる。葉は常緑性で三出複葉とされるが、頂小葉は巻きひげに変化しているため、小葉は二枚しかないように見える。
夏には5cm程度の筒状花を多数つける。原種の花は花筒の外部が赤褐色で内部が黄色になるが、園芸種にはピンクになるものもある。

## 利用
壁を這い上がるため、建物や崖などの壁面緑化に利用される。花に独特の匂いがあり、モカの匂いと言われる。また、日本ではこの匂いと花の色からカレーを連想して、カレーバインもしくはカレーカズラなどと呼ぶこともある。